# Dicranoloma perlongifolium
Dicranoloma perlongifolium är en bladmossart som beskrevs av Thériot 1932. Dicranoloma perlongifolium ingår i släktet Dicranoloma och familjen Dicranaceae. Inga underarter finns listade i Catalogue of Life.